# دی‌سی‌سی دوپل‌مایر
شرکت دی‌سی‌سی دوپل‌مایر (به آلمانی: Cable Liner Shuttle) از تولید کنندگان ماشین کابلی و قطارهای کششی است. مرکز این شرکت در کشور اتریش و در شهر ولفورت واقع شده‌است. این شرکت زیرمجموعه گروه دوپل‌مایر گاراونتا می‌باشد . شرکت دی‌سی‌سی دوپل‌مایر دارای گواهینامه ایزو ۹۰۰۰ در سیستم مدیریت کیفیت است.
تعدادی از پروژه‌های انجام شده و در حال انجام توسط این شرکت عبارتند از :
- ١٩٩٦: قطار کششی ماندلای بی (به انگلیسی: Mandalay Bay) در لاس وگاس ایالت نوادا در ایالات متحده امریکا
- ٢٠٠٢: قطار کابلی فرودگاه بیرمنگهام در انگلستان
- ٢٠٠٦: قطار کششی شهری لینک‌ترین (به انگلیسی: Link Train) تورونتو در کانادا
- ٢٠٠٦: قطار کششی شهری ونیز در ونیز در ایتالیا
- ٢٠٠٧: قطار کششی فرودگاه بین‌المللی نیو دوحه در قطر
- ٢٠٠٧: قطار کششی  فرودگاه مکزیکو سیتی در مکزیک
- ٢٠١٠: قطار کابلی فرودگاه اوکلند در ایالت کالیفرنیا در ایالات متحده امریکا برای بهره برداری در سال ٢٠١٤
- ٢٠١٢: قطار کابلی هواپیمایی امارات در فرودگاه لندن در انگلستان
- ٢٠١٣: قطار کابلی کاراکاس در ونزوئلا

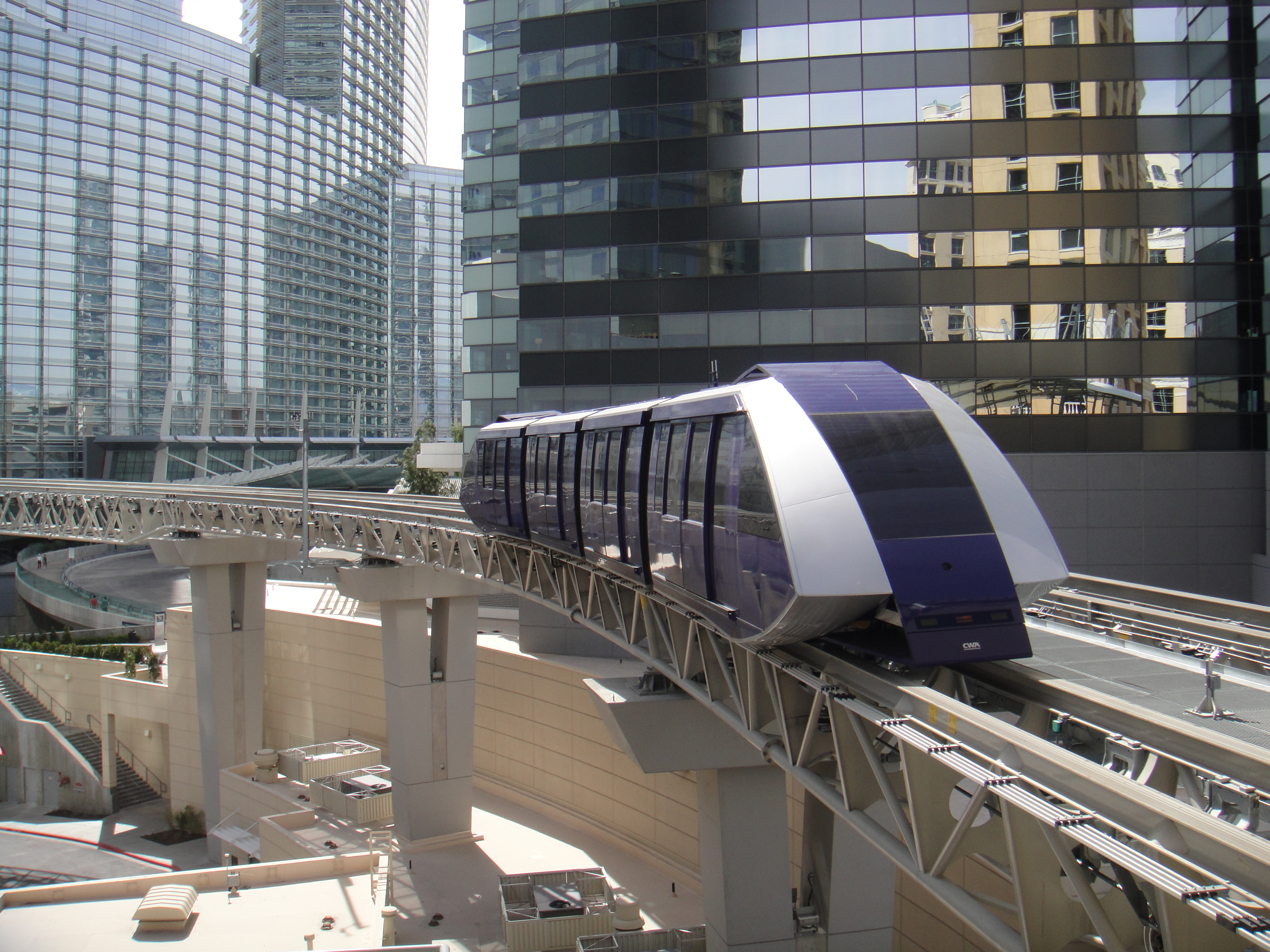
قطار کششی ماندلای بی
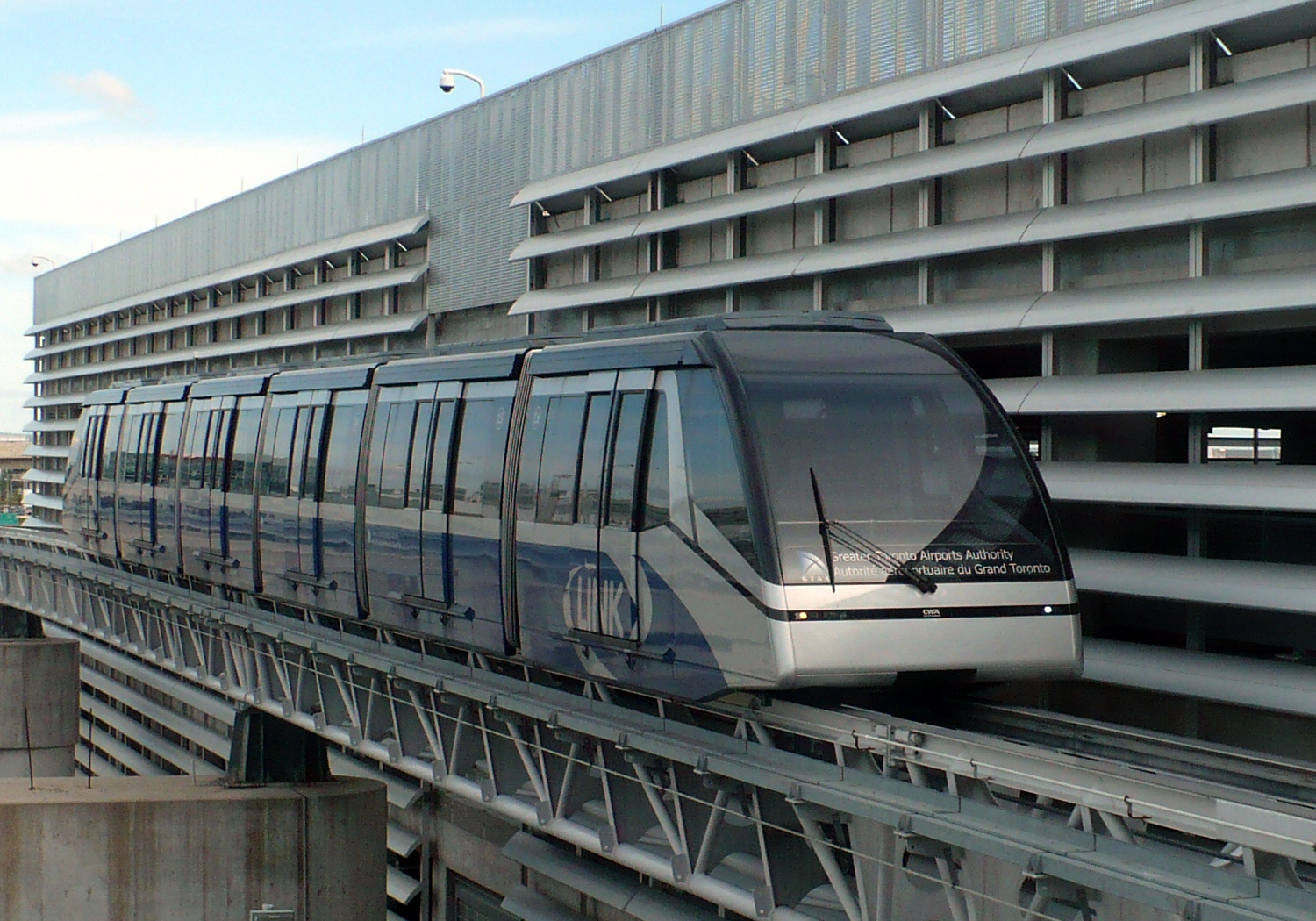
لینک‌ترین تورونتو
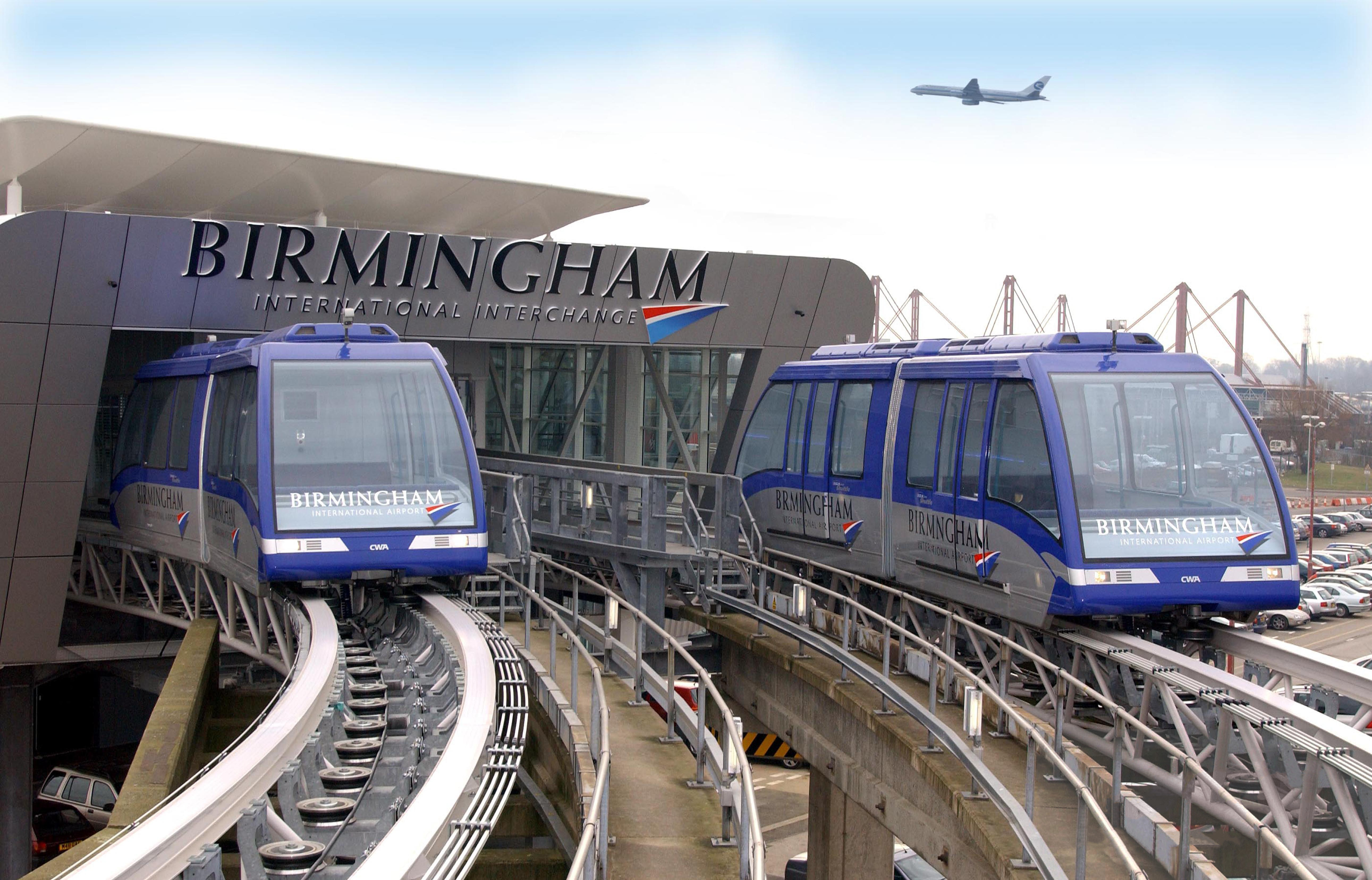
قطار کابلی بیرمنگهام
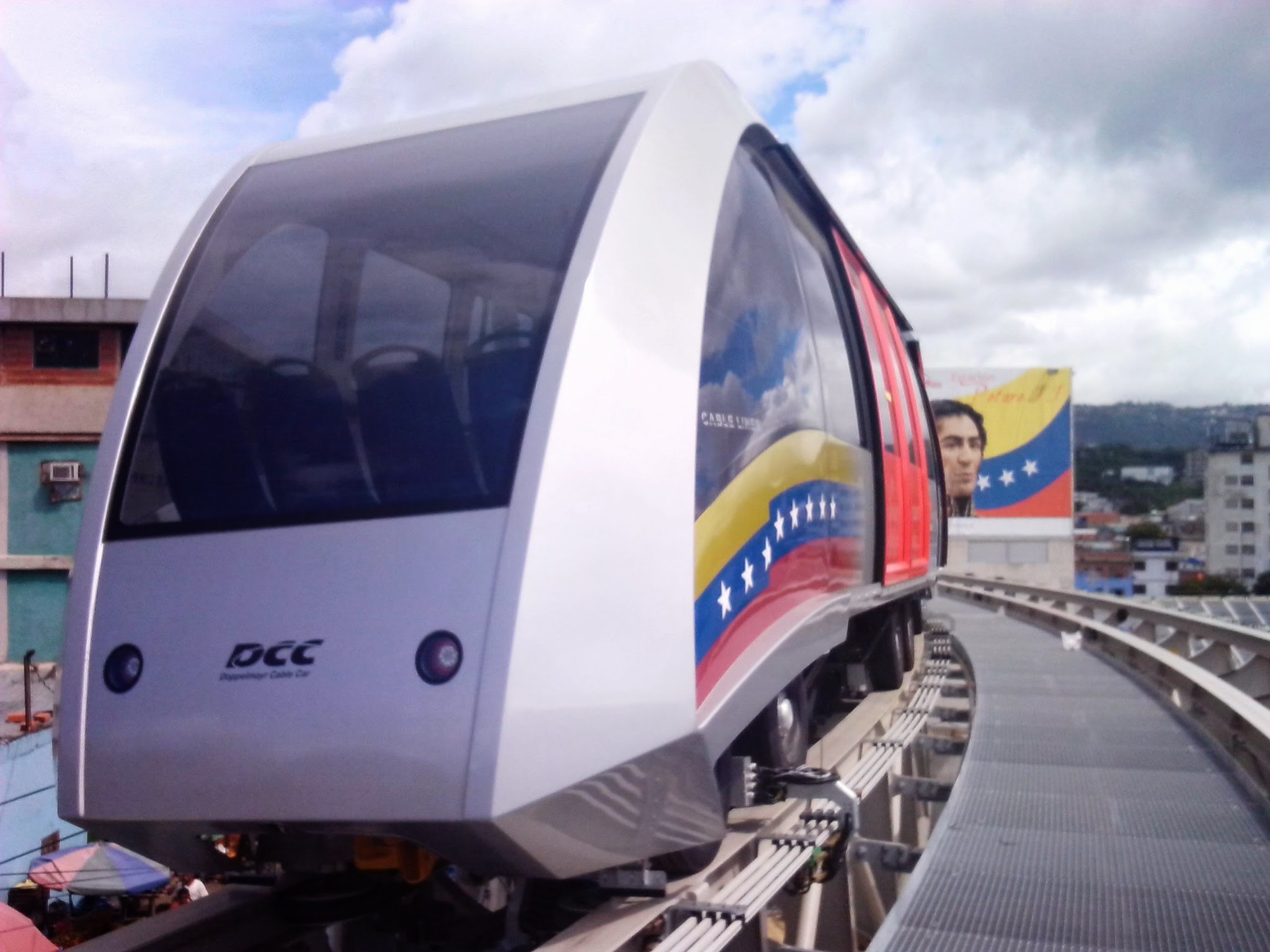
قطار کابلی کاراکاس
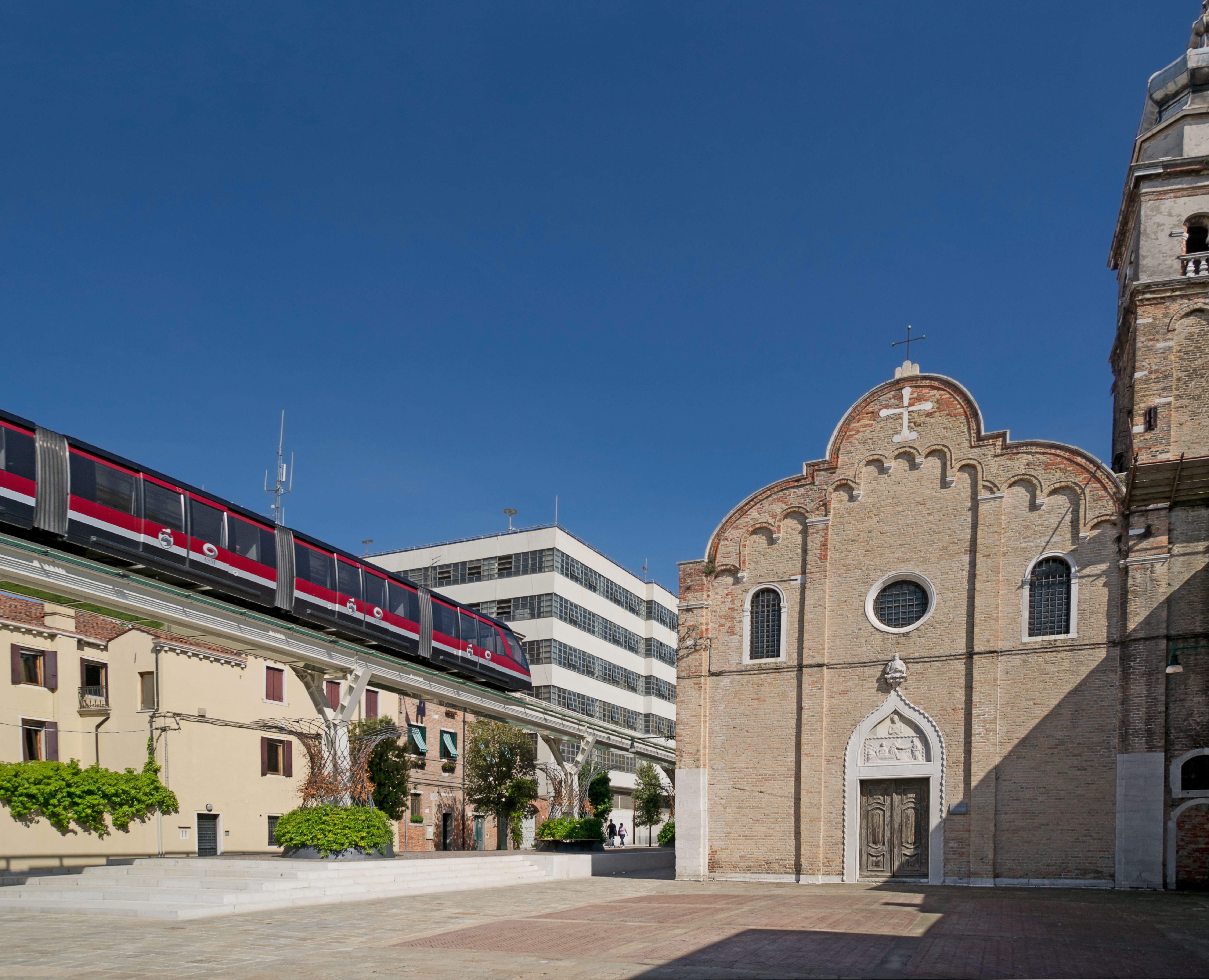
قطار شهری ونیز